# Le Miracle
Le Miracle (* 2. März 2001) ist ein Englisches Vollblutpferd, das von Brigitte Gräfin von Norman auf dem Gestüt Hachtsee von Monsun und der L’Heure Bleue gezogen wurde.

## Abstammung
Le Miracle stammt von dem deutschen Spitzenvererber Monsun aus der L’Heure bleue. Die Mutter entstammt einer irisch-englischen Linie und wurde Ende der 1990er Jahre nach Deutschland importiert. Neben Le Miracle ist sie auch Mutter des Law Society-Sohns Loup de Mer, der bis zum März 2009 eine Gewinnsumme von 153.450 € aufweist.

## Rennkarriere
Die Rennkarriere von Le Miracle erinnert ein wenig an die Karriere vom Tellerwäscher zum Millionär. Seine ersten Starts auf der Rennbahn waren eher weniger erfolgreich. Zu Beginn seiner Karriere wurde er in München von Erich Pils trainiert und startete in Rennen, die man als Basissport des Rennsports bezeichnen kann. Er bestritt zwei- und dreijährig insgesamt 8 Rennen und war am Ende der Saison sieglos. Mit 4.250 EUR Jahres-Gewinnsumme hatte er noch nicht einmal seinen Hafer verdient. Im Frühjahr 2005 wechselte er an den Stall von Werner Baltromei nach Mülheim an der Ruhr und dort begann seine Erfolgskarriere. Dieser ließ ihn fortan auf deutlich weiteren Distanzen (ab 2800 Meter) antreten, nachdem er bislang stets in Rennen startete, die auf 1600 bis 2200 Meter entschieden wurden. Im Mai dieses Jahres gewann er das erste Rennen seiner Karriere in Frankreich auf der berühmten Rennbahn von Chantilly am Schloss der französischen Könige. Danach absolvierte er noch einen Start in Compiègne und beendete die Saison früh im Mai.
2006 absolvierte er neun Starts und war fünfmal siegreich. Mit dem Prix Gladiateur, einer bedeutenden und traditionsreichen Steherprüfung auf der Rennbahn von Longchamp gewann er erstmals ein Gruppenrennen, um danach in Prix Cadran auf höchster Gruppenebene den dritten Platz zu belegen.
Seine größte Saison war das Jahr 2007. Er war in zahlreichen internationalen Steherrennen platziert und außer im Prix Maurice de Neuil war er bei jedem seiner Starts im Geld. Herausragend war sein dritter Platz in dem weltberühmten Ascot Gold Cup während des königlichen Meetings von Ascot, der inoffiziellen Weltmeisterschaft der Steher. Erstmals in der Geschichte des seit 1804 ausgetragenen Rennens konnte ein deutsches Pferd dort eine Platzierung erringen. Seine beste Saison- und damit auch seine beste Lebensleistung zeigte er wieder im Prix du Cadran während des Meetings rund um den Prix de l’Arc de Triomphe auf der französischen Pferderennbahn Longchamp. In einem spannenden Endkampf besiegte er unter anderem den haushohen Favoriten Yeats, der in Ascot noch vor ihm platziert war.
Nach diesem Sieg gehörte Le Miracle zu den besten älteren Pferden Deutschlands und zu den besten Stehern Europas für die sogenannten Cup-Rennen (Rennen über eine Distanz von mehr als 3.000 m). Als Spezialist für Rennen über lange Distanzen hatte Le Miracle nur wenige Startmöglichkeiten in Deutschland und bestritt deshalb seine Rennen überwiegend in Frankreich. Im Jahr 2009 beendete Le Miracle seine Rennkarriere.
Le Miracle ist Wallach, was eine Zuchtkarriere im Anschluss an die Rennlaufbahn ausschließt.